# RUFY1
RUFY1‏ (RUN and FYVE domain containing 1) هوَ بروتين يُشَفر بواسطة جين RUFY1 في الإنسان.